# Elysian Park
Elysian Park est un quartier de Los Angeles, en Californie.

## Géographie
Le quartier se situe dans le centre de la ville (Central L.A.).

## Histoire
En 1769, Gaspar de Portola et le père Juan Crespi campèrent au bord de la rivière en face de Buena Vista Hill, près de l’entrée du pont North Broadway menant au parc Elysian. Les villageois indiens Yang-Na des criques de Solano Canyon et de l’actuelle Académie de police de Los Angeles ont accueilli les Espagnols avec des rafraîchissements locaux. Le village des Yang-Na était situé au croisement des bandes de la rivière Los Angeles et de la Shoshone (Gabrielinos) dans la rue Aliso, dans le quartier de Rock Garden de l'Académie de police du parc Elysian. Cet evènement a été enregistré dans les journaux de Portola et de Crespi en route pour réclamer la Alta California pour l'Espagne.
En 1835, le gouvernement mexicain octroya le statut de pueblo, reconnaissant toujours les 4 lieues carrées comme des terrains urbains. La sécularisation des missions a entraîné la première grande ruée vers les terres en scindant les terrains des missions pour des ranchos individuels.
L'un des premiers actes officiels américains fut le Ord Survey of 1849 d'Edward Otho Cresap Ord, qui avait pour but d'enregistrer les limites de ces terres de Pueblo afin qu'elles puissent être vendues aux enchères afin de générer des revenus pour la ville. Le gouvernement militaire américain a commandé une étude sur les limites de la ville de Los Angeles à Edward Ord. Le parc Elysian était alors connu sous le nom de Rock Quarry Hills pour la pierre de construction extraite dans la région. Mais au lieu d'être vendues, la région était «réservée» à des fins publiques et retirée de la vente aux enchères,.
L'étude sur les limites de la ville de Los Angeles à Edward Ord, déclenchera le premier boom immobilier dans la ville en 1883. Le maire C.E. Thom a signé une ordonnance habilitante visant à préserver les terres de Pueblo restantes à des fins de parcs publics.
Le 5 avril 1886, le maire E.F. Spence et le conseil municipal de Los Angeles désignèrent le Rock Quarry Hills comme un parc urbain et le renommèrent désormais Elysian Park (Elysian est dérivé du mot grec paradis)(Ordonnance municipale n ° 218 par le maire E.F. Spence). 
"Que le bien immobilier situé dans la ville de Los Angeles et appartenant à la ville de Los Angeles ci-après décrite, est par la présente réservé à l'usage du public en tant que parc public et est dédié à jamais au public en tant que tel."
Les chartes municipales ultérieures ont protégé les terres réservées des parcs et leur utilisation à des fins perpétuelles.
Ce sont des dispositions rares, telles que les chartes municipales, qui offrent aux protecteurs des parcs une base légale solide pour le soutien organisé de parcs dédiés dans la ville de Los Angeles. C'est sur cette base légale que le Comité de citoyens pour la sauvegarde du parc Elysian s'est battu pendant deux décennies pour conserver les terrains du parc à des fins de parc. En 1889, L'article 113 de la première charte des propriétaires libres de Los Angeles, protège les terres réservées réservées aux parcs à perpétuité. Cette charte a également créé le département des parcs, qui a été fusionné avec le département des loisirs par une modification de la charte en 1947.
Le maire Henry Hazard a personnellement dirigé la croisade pour embellir le parc. Entre 1886 et 1892, la commission des parcs de la ville et des groupes privés ont planté plus de 150 000 arbres - nombre d’eucalyptus peu coûteux, mais également de cèdres deodar, de chênes vivants, de pins, de cyprès et de poivriers.
En 1893, la Los Angeles Horticultural Society créa l’arboretum et de vastes jardins botaniques dans le parc Elysian. L’arboretum de Chavez Ravine, dans le parc Elysian, a été déclaré monument historique et culturel de la ville, numéro 48 en 1967.
En 1895, The Avenue of the Palms, de rares spécimens de dattes sauvages ont été plantés sur l'actuelle Stadium Way, au nord de Scott Avenue.
Malgré les dispositions de la charte de la ville, adoptées pour protéger le parc à perpétuité, l’attrait de tant de «terres vierges» adjacentes au centre-ville s’est avéré irrésistible. Au fil des ans, d’innombrables efforts ont été déployés pour «développer» la propriété du parc. Certains ont eu du succès, comme la bi-furcation du parc par l'autoroute Pasadena (1930-1936), l'installation de l'Académie de police et son agrandissement ultérieur (1967-1972 et 1986-1996). Le stade Dodgers a également été construit sur une parcelle de terrain comprenant à la fois la propriété du parc et Chavez Ravine, un quartier d’Américains d'origine mexicaine dont les habitants ont été déplacés pour faire place au stade de baseball des Dodgers (années 1950),.
En 1982, la législature de l’État de Californie étend la zone des montagnes de Santa Monica à la réserve pour inclure le parc Elysian et El Pueblo à l’extrémité est de la zone, renforçant ainsi le statut de parc régional du parc Elysian.